# Viru-Nigula
Viru-Nigula (německy Maholm) je vesnice v estonském kraji Lääne-Virumaa, samosprávně patřící do obce Viru-Nigula, jejímž je správním centrem.

## Galerie

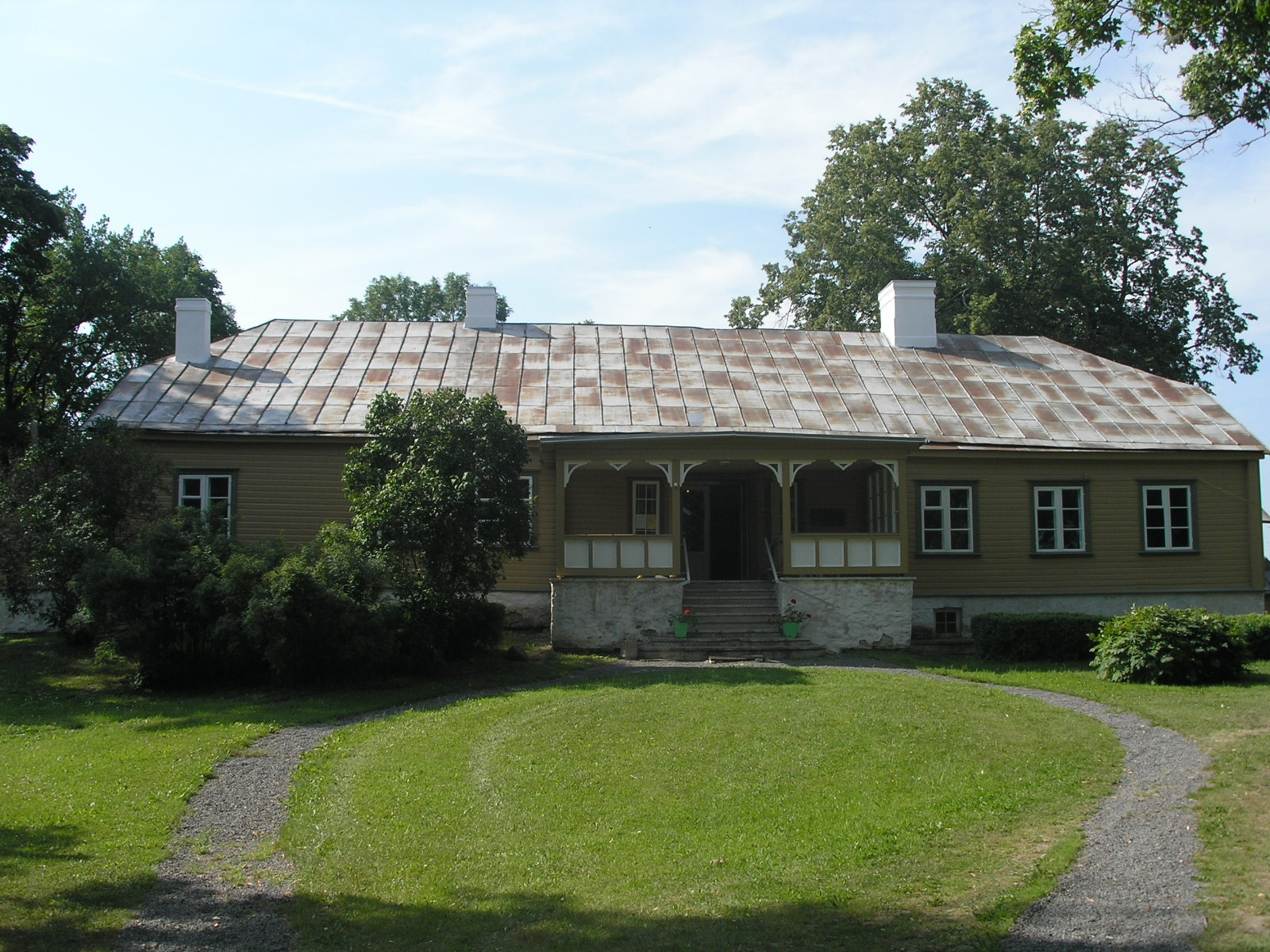
Virunigulské muzeum (bývalá fara)
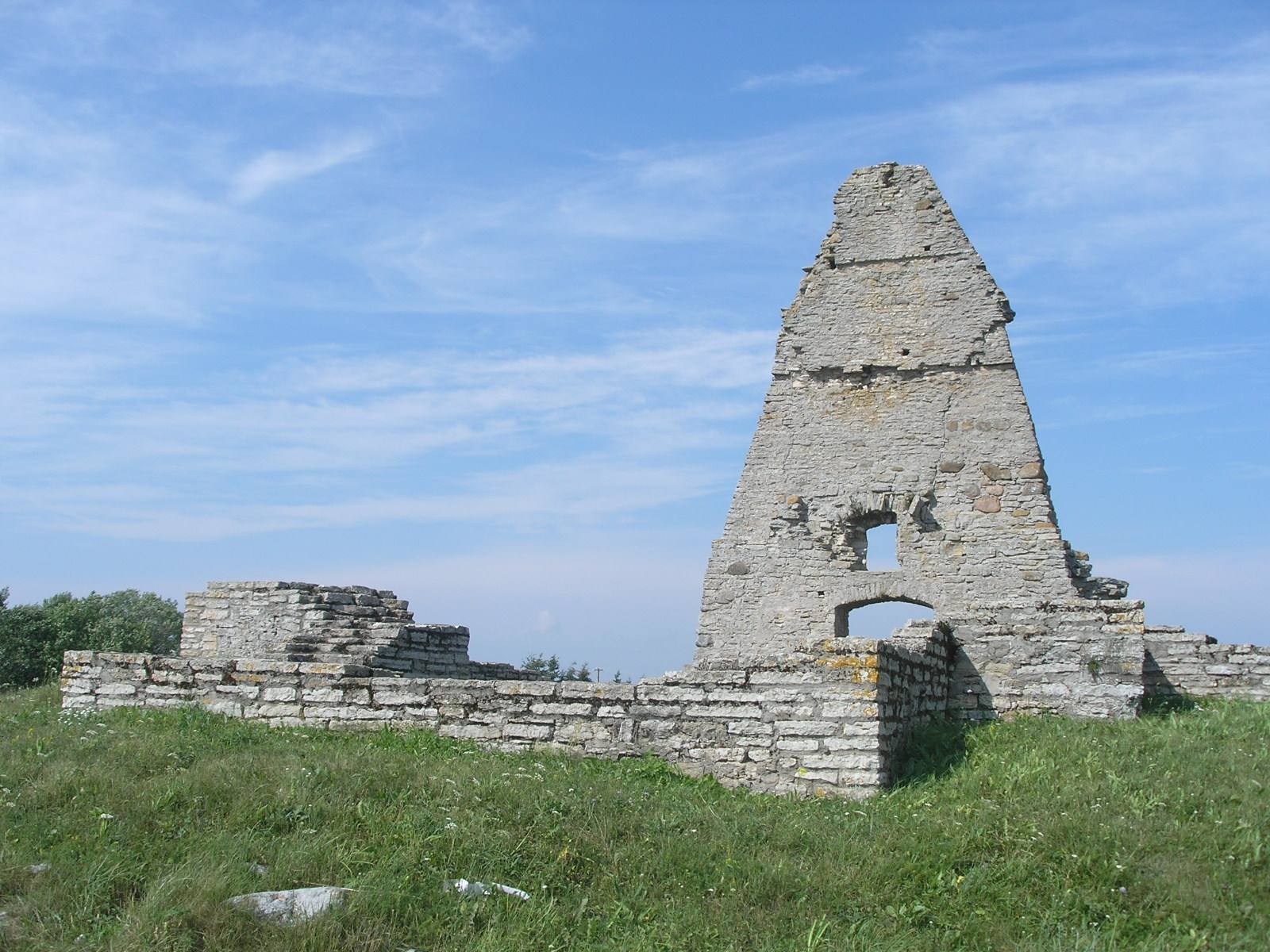
Zříceniny kaple Panny Marie
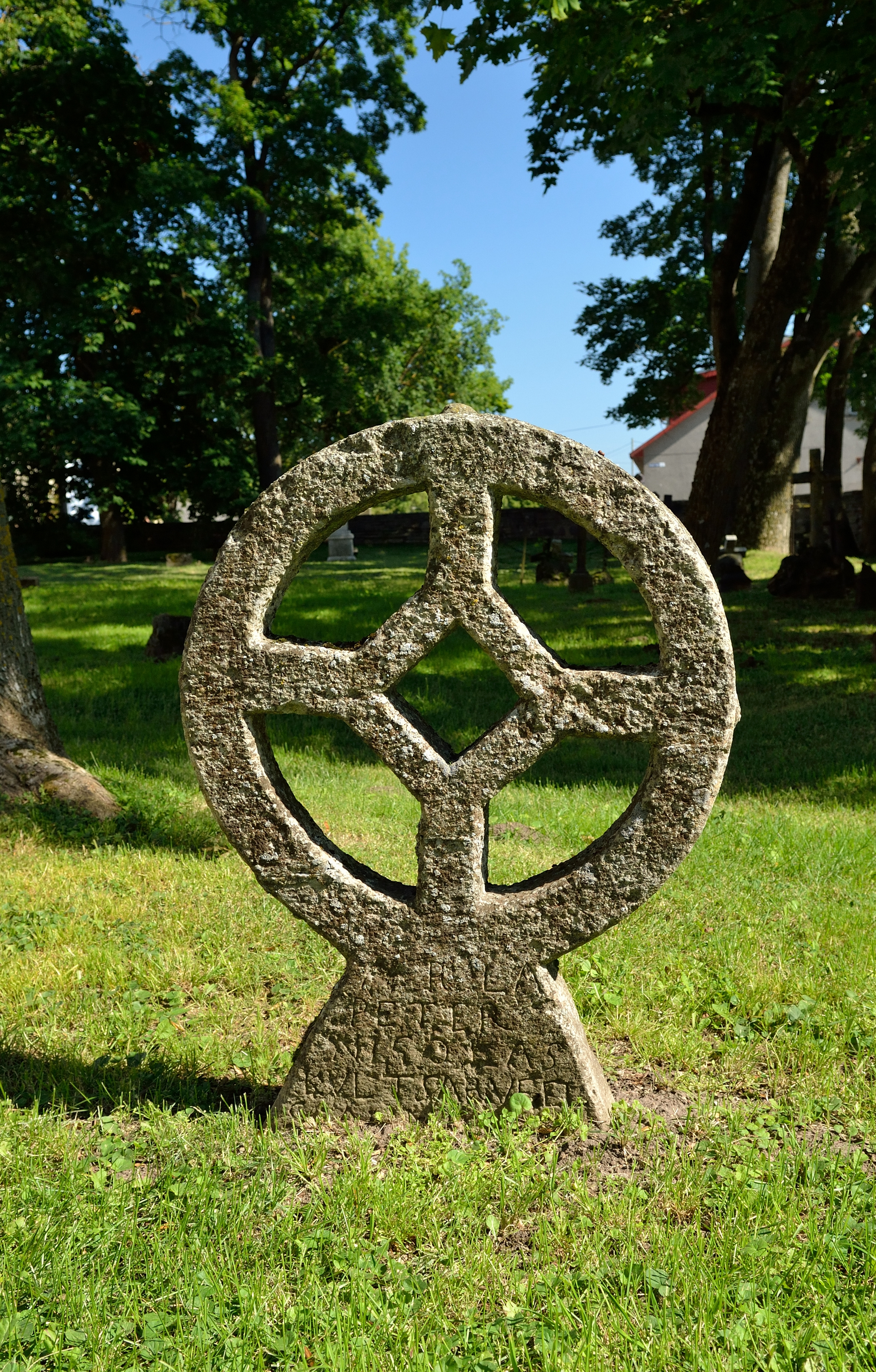
Sluneční kříž na virunigulském hřbitově